# Francis Hunter
Francis "Frank" Townsend Hunter, född 28 juni, 1894, New York, New York, USA, död 2 december 1981, var en amerikansk högerhänt tennisspelare. 
Francis Hunter rankades som en av USA:s 10 bästa amatörspelare vid flera tillfällen perioden 1922-1929. Han var nummer 2 1927, 1928 och 1929 och som bäst rankades han som världsfyra 1928. Han stod under hela sin amatörkarriär i skuggan av landsmännen Bill Tilden och, under 1920-talets första hälft, Bill Johnston.  
Francis Hunter upptogs 1961 i International Tennis Hall of Fame. 

## Tenniskarriären
Hunter var en skicklig singelspelare och spelade sin första final i Grand Slam-turneringar 1923 i Wimbledonmästerskapen. Han förlorade finalen mot landsmannen Bill Johnston.
Hunter hade också stora framgångar i Amerikanska mästerskapen under andra halvan av 1920-talet. Som singelspelare hade han två singelfinaler som bästa resultat, han förlorade båda knappt mot ytterst välmeriterade motståndare. Första gången nådde han singelfinalen 1928, och förlorade denna mot fransmannen Henri Cochet i en jämn femsetsmatch. Året därpå, 1929, nådde Hunter åter finalen, denna gång mot Bill Tilden, också denna gång i en match som gick till fem set.
Däremot vann Hunter 1927 dubbeltiteln i amerikanska mästerskapen tillsammans med landsmannen Vincent Richards. Han vann också dubbeltiteln i Wimbledonmästerskapen två gånger, 1924 med Richards och 1927 med Tilden som partners.  Hunter vann mixed dubbel-titeln i Wimbledon två gånger, 1927 tillsammans med Elizabeth Ryan och 1929 med Helen Wills Moody.
Tillsammans med Vincent Richards vann han 1924 guld i dubbel i Olympiska sommarspelen i Paris. 
Hunter vann amerikanska inomhusmästerskapen 1922 och 1930. 
Som professionell spelare nådde Hunter 1933 finalen i US Pro vilken han dock förlorade mot Richards. 

### Hunter som Davis Cup-spelare
Francis Hunter deltog i det amerikanska Davis Cup-laget 1927-29. Han spelade totalt 6 matcher av vilka han vann 4. En av segermatcherna var i dubbel tillsammans med Bill Tilden i världsfinalen (Challenge Round) mot Frankrikes Jacques Brugnon och Jean Borotra. Amerikanerna vann den matchen med 3-2 i set, men förlorade hela landskampen och därmed Cup-titeln med 2-3 i matcher.

## Spelaren och personen
Hunter var känd för sin kraftfulla serve och sina förnämliga volleyslag. 

## Grand Slam-titlar
- Wimbledonmästerskapen
  - Dubbel - 1924, 1927
  - Mixed dubbel - 1927, 1929
- Amerikanska mästerskapen
  - Dubbel - 1927